# شغار
شغار (نکاح عوضی یا نکاح مبادله) گونه‌ای ازدواج است که در آن، دو سرپرست با مهر قرار دادن دخترانشان آن دو را به همسری یکدیگر در می‌آوردند. این گونه که یکی از دو نفر به دیگری بگوید دخترم (یا خواهرم) را به همسری تو در می‌آورم به شرط آنکه تو نیز دختر (یا خواهرت) را به همسری من درآوری و مهری نیز در میان نباشد. در واقع مهر آنها یکی به جای دیگری است.
در اسلام این گونه ازدواج ممنوع است. دلیل ممنوع بودن هم روایتی از محمد است که می‌گوید: لا شغار فی الاسلام.